# Кубанский государственный аграрный университет
«Кубанский государственный аграрный университет имени И.Т. Трубилина» (КубГАУ) — высшее учебное заведение в Краснодаре. Один из крупнейших аграрных университетов России.

## История
В 1918 году было создано сельскохозяйственное отделение при Кубанском политехникуме.
12 марта 1922 года постановлением Народного комиссариата просвещения СССР сельскохозяйственное отделение было преобразовано в Кубанский государственный сельскохозяйственный институт.
В 1991 году институт преобразован в Кубанский государственный аграрный университет.
С 2015 года в составе университета создан Военный институт при Кубанском государственном аграрном университете. Первый начальник военного института генерал-майор Стоян, Константин Владимирович.
В октябре 2021 года университет участвуя в госпрограмме «Приоритет 2030», попадает в группу по направлению «Территориальное и/или отраслевое лидерство» и получает на развитие максимальную сумму – 994 млн рублей.
В марте 2022 года университет отмечает 100 лет.

## Награды
- Орден Трудового Красного Знамени (1967) — «За заслуги в подготовке специалистов сельского хозяйства, за развитие научных исследований».[2]

## Факультеты

### Биологическое направление
- Агрономии и экологии
- Агрохимии и защиты растений
- Плодоовощеводства и виноградарства
- Зоотехнии
- Пищевых технологий
- Институт ветеринарной медицины, зоотехнии и биотехнологии

### Инженерное направление
- Архитектурно-строительный
- Гидромелиорации
- Землеустроительный
- Механизации
- Энергетики

### Экономическое направление
- Прикладной информатики
- Учётно-финансовый
- Финансы и кредит
- Институт цифровой экономики и инноваций
- Экономический

### Юридическое направление
- Управления
- Юридический

### Прочие
- Военный учебный центр
- Заочное обучение

## Известные преподаватели и выпускники
- Енамукова, Кунац Сафарбиевна  (в замужестве Дагужиева) —  Герой Социалистического Труда (1966)
- Кондратенко, Николай Игнатович
- Лукьяненко, Павел Пантелеймонович
- Романенко Геннадий Алексеевич
- Пахомов, Анатолий Николаевич
- Пивоваров, Николай Михайлович
- Тхайцухов, Юрий Хаджиметович — Герой Социалистического Труда (1973)
- Шевкопляс, Владимир Николаевич
- Ковда, Виктор Абрамович почвовед, член-корреспондент АН СССР